# Tufão Rai
O tufão Rai, conhecido nas Filipinas como Tufão Odette, foi um ciclone tropical muito severo de categoria 5 que atingiu as Filipinas. Rai tornou-se o primeiro supertufão equivalente de categoria 5 a se desenvolver no mês de dezembro desde o Nock-ten em 2016, e o quarto supertufão de categoria 5 registrado no Mar do Sul da China, seguindo o Pamela em 1954 e o Rammasun em 2014, e antes do Tufão Yagi de 2024. Foi a vigésima-segunda tempestade tropical, nono tufão e o quinto supertufão da temporada de tufões no Pacífico de 2021, o sistema se originou de um distúrbio tropical próximo ao equador em 10 de dezembro, formando-se perto do local de outra área de baixa pressão que se tinha dissipado no dia anterior. As condições ao redor do sistema foram favoráveis para o desenvolvimento futuro, e lentamente se desenvolveu para uma depressão tropical em 12 de dezembro. No mesmo dia, o Joint Typhoon Warning Center emitiu um alerta de formação de ciclone Tropical (TCFA) sobre a depressão em consolidação. Mais intensificação se seguiu, e Rai foi classificado como uma tempestade tropical no dia seguinte, antes de passar ao sul do Atol de Ngulu. Depois de passar perto de Palau e impactar a nação insular, Rai entrou na área de responsabilidade das Filipinas (PAR) na noite de 14 de dezembro, onde a administração de Serviços atmosféricos, geofísicos e astronômicos das Filipinas (PAGASA) a nomeou "Odette". No dia seguinte, tanto o JTWC quanto o JTWC aumentaram a intensidade do sistema para um tufão de categoria 1 de baixa gama, enquanto um olho continuou a aparecer. Ao se aproximar das Filipinas, Rai inesperadamente se intensificou para um supertufão de categoria 5 pouco antes de seu primeiro "landfall" em Siargao. Em seguida, lentamente, mas firmemente enfraqueceu enquanto atravessava os Visayas, saindo para o mar de Sulu. Depois de fazer seu último "landfall" sobre Palawan, Rai continuou a se enfraquecer antes de se intensificar inesperadamente em um tufão de categoria 5 em 18 de dezembro, enquanto se aproximava do Vietnã. No dia seguinte, Rai entrou em mais uma fase de enfraquecimento, dissipando-se em 22 de dezembro, a sudeste de Hong Kong.
Avisos de ciclones tropicais foram emitidos para áreas nas Filipinas e partes das Ilhas Carolinas à medida que Odette se desenvolvia. Os primeiros boletins foram emitidos pela PAGASA para Rai, a partir de 12 de dezembro devido à persistente trajetória do sistema em direção ao país. À medida que a tempestade se aproximava do país, as viagens por terra foram canceladas, junto com voos e operações com balsas. As pessoas que vivem perto das áreas costeiras e no caminho da tempestade foram instadas a evacuar. Os navios de pesca também foram ancorados em segurança e muitas províncias de Visayas começaram a se preparar para o impacto da tempestade. Sinais de tempestade também foram levantados pelo PAGASA, primeiro com foco em partes de Visayas e Mindanao, antes de se expandir para o sul de Luzon. Pacotes de alimentos e produtos de higiene e limpeza também foram preparados pelo Departamento de Bem-Estar e Desenvolvimento Social (DSWD) para os desabrigados, junto com fundos de reserva no valor de cerca de USD 15 mil. Evacuações forçadas foram realizadas enquanto a tormenta se aproximava do país, com algumas pessoas na região de Bicol sendo alertadas sobre possíveis Lahars do vulcão Mayon. Um festival em Antique também foi afetado, juntamente com campanhas de vacinação nas regiões afetadas. Os navios de pesca nas áreas costeiras do Vietnã foram colocados em segurança enquanto milhares de pessoas se preparavam para serem evacuadas devido à tempestade. Voos foram interrompidos e as colheitas foram colhidas mais cedo.
Enquanto golpeava as Filipinas, chuvas fortes, ventos fortes e rajadas de vento impactaram várias áreas ao redor do caminho da tempestade. Muitas áreas em Visayas e Mindanao perderam eletricidade, com várias províncias e áreas sendo privadas de serviços de comunicação. Árvores derrubadas obstruíram muitas estradas e as inundações foram um grande problema nas regiões afetadas, particularmente em Bohol, onde a tempestade foi descrita como "uma das piores para a província". Os rios também transbordaram Cagayan de Oro, enquanto vários edifícios sofreram danos. A cidade de Surigão foi reportada como 100% danificada e a ajuda está sendo apelada. Bohol também pediu ajuda ao governo devido aos danos que trouxe para a área. Um estado de calamidade foi colocado na província e em Cebu. Até agora, 392 pessoas morreram, a maior parte das quais são da ilha gravemente afetada de Bohol. Os danos no local mencionado acima foram projetados em ₱5 bilhões (US$ 100 milhões), enquanto aqueles em Siargao foram estimados em ₱ 20 bilhões (US$ 400 milhões). Segundo a ONU, a expectativa é de que 13 milhões de pessoas sejam afetadas. Muitas instalações públicas e privadas também foram prejudicadas como resultado da tempestade. Odette causou estragos em Siargao, Surigao, nas ilhas Dinagat e em Maasin em Cebu, de acordo com fotos aéreas. Casas também foram destruídas por uma tempestade no sul de Leyte, e acidentes marítimos foram um problema em Cebu. A parte norte de Palawan também foi devastada. As infraestruturas em Southwest Cay, no Vietname, também foram destruídas pelos ventos da tempestade. Duas tripulações de um navio teriam desaparecido nas águas da Ilha de Bạch Long Vĩ.

## História da tormenta
Às 06h00 UTC de 9 de dezembro, o JTWC começou a monitorar uma área de convecção de baixa latitude no Oceano Pacífico em 4° 36′ N, 142° 24′ L, localizado a cerca de 350 nmi (650 km; 400 mi) para leste-sudeste de Palau. Uma ampla circulação foi identificada pela agência, com convecção flamejante sobre ela. A circulação tinha um ambiente marginal com cisalhamento do vento de baixo a moderado, fluxo razoável e temperaturas quentes da superfície do mar. Apesar de seu ambiente dado, no entanto, o ciclone não se intensificou e se dissipou às 06h00 UTC do dia seguinte. Outra nova área de baixa pressão se formou em 10 de dezembro. A análise do sistema revelou um centro de circulação de baixo nível degradado e desorganizado. As correções de posição às 02h30 UTC de 11 de dezembro determinaram que seu centro se dirigia para o norte sobre uma depressão de superfície em desenvolvimento enquanto explosões de convecção ocorriam ao redor do sistema. Uma passagem ASCAT apareceu abaixo de ventos fortes em seu quadrante noroeste.

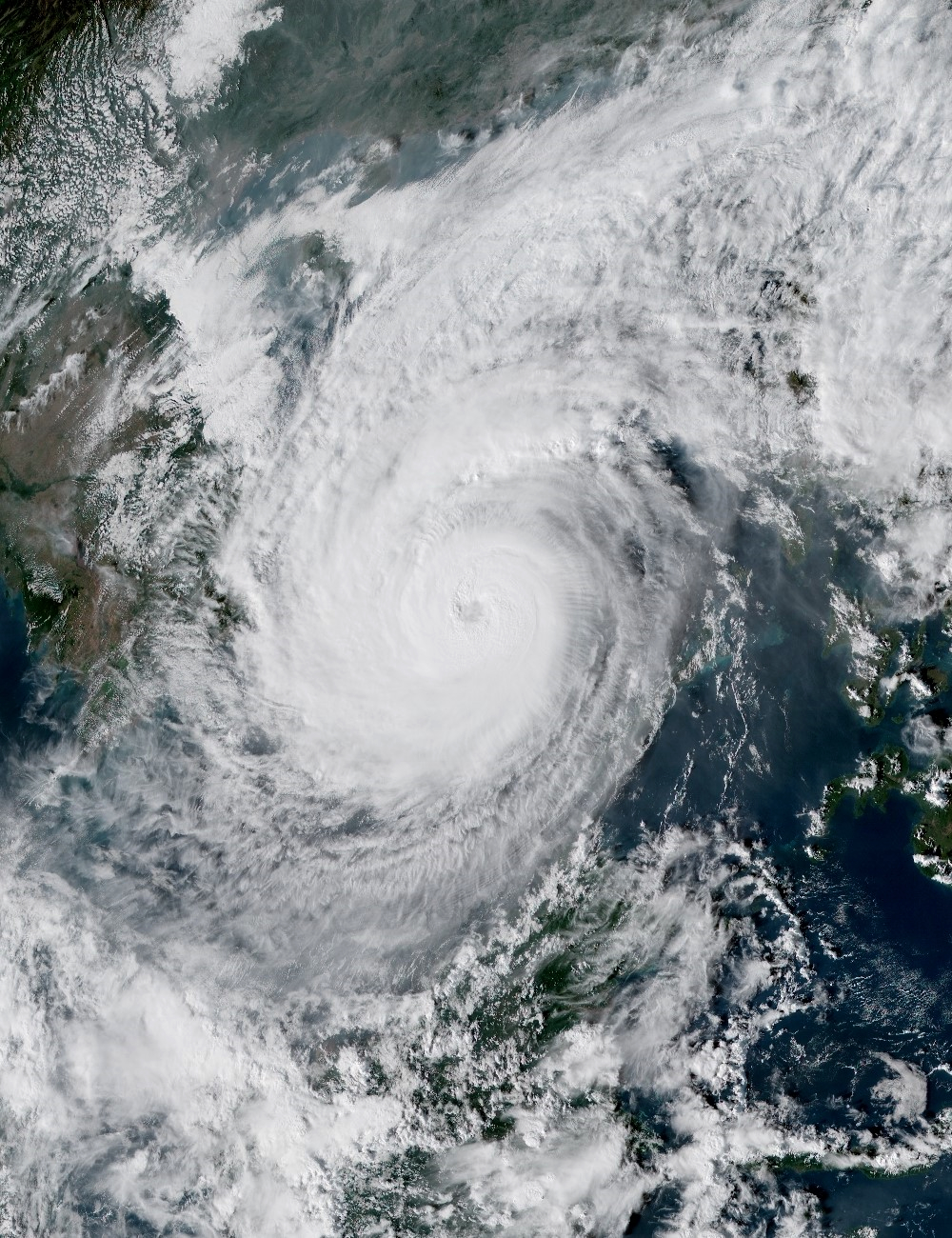
O tufão Odette voltando a se intensificar no Mar da China Meridional na noite de 18 de dezembro

A Agência Meteorológica do Japão (JMA) [nb 3] primeiro atualizou o sistema para uma depressão tropical com ventos de 30 kn (56 km/h; 35 mph) [nb 4] em 00h00 UTC do dia seguinte, seguido pelo JTWC atualizando as chances da tempestade de se desenvolver para "alta" e subsequentemente emitindo um TCFA. Às 03h00 UTC de 13 de dezembro, o JTWC atualizou o sistema para uma depressão tropical fraca, altamente baseado nas classificações Dvorak de T1.5. Nove horas depois, o JMA classificou o sistema como uma tempestade tropical com base nas classificações de Dvorak e chamou a tempestade de Rai. Só às 15h00 UTC desse dia o JTWC fez o mesmo com Rai, quando começou a seguir para noroeste. Três horas depois, Rai começou a passar ao sul do estado de Ngulu, enquanto continuava a se intensificar e se organizar. Em 14 de dezembro, no início da manhã, o sistema foi atualizado para uma tempestade tropical severa pelo JMA. Às 09:00 UTC, o JTWC notou que os topos das nuvens do sistema esquentaram; no entanto, ele se organizou ainda mais enquanto seguia em direção ao pequeno país insular de Palau. A tempestade entrou na Área de Responsabilidade das Filipinas por volta das 11h00 UTC (19h00 PHT) e foi nomeada Odette pelo PAGASA. Quatro horas depois, Rai começou a exibir um olho que foi visto pela primeira vez em imagens de microondas. A JMA atualizou ainda mais o sistema para um tufão no dia seguinte, seguido pelo JTWC três horas depois, quando Rai começou a se mover para o oeste sob a influência de uma crista subtropical ao norte. A intensificação constante ocorreu em Rai enquanto se movia perto do país, atingindo o tufão de categoria 1 de ponta por volta das 15h00 UTC. No momento, o JTWC previu apenas uma queda de terra equivalente a uma tempestade de categoria 2.
Rai inesperadamente passou por uma rápida intensificação em 15 de dezembro, de 65 kn (120 km/h; 75 mph) a até 140 kn (260 km/h; 160 mph) no dia 16 de dezembro, enquanto se aproximava do landfall. Neste momento, um pequeno olho a 6 nmi (11 km; 6,9 mi) foi visto junto com forte convecção. A tempestade iniciou um ciclo de substituição da parede do olho (ERC) logo após atingir o pico de intensidade. Em 16 de dezembro, o tufão atingiu a ilha de Siargao, na província de Surigao del Norte, por volta das 13h30 hora local (05h30 UTC)  e um segundo landfall sobre as ilhas Dinagat por volta das 15h10 hora local (07h10 UTC). Um terceiro landfall ocorreu em Liloan, Southern Leyte às 3h40 PM hora local (7h40 UTC). Um quarto landfall ocorreu na Ilha de Panaon, também em Liloan, por volta das 4h50 PM (8h50 UTC). Padre Burgos, Leyte do Sul foi o quinto às 17h40 (09h40 UTC), seguido quase uma hora depois no Presidente Carlos P. Garcia, em Bohol e aproximadamente mais uma hora em Bien Unido, ainda em Bohol. O oitavo landfall ocorreu em Carcar às 22h00 (14h00 UTC) e o nono em La Libertad, Negros Oriental, duas horas depois. O JMA estimou uma baixa pressão de 915 mbar (27,0 inHg) às 03h00 UTC mais cedo, duas horas antes de seu desembarque. A mesma situação enfraqueceu levemente o sistema em um supertufão de categoria 4 por volta das 09h00 UTC e sua intensidade continuou a se degradar, seis horas depois, durante a travessia de Visayas. Quando entrou no Golfo de Panay, seu olho enfraqueceu ainda mais e sua assinatura convectiva ficou desorganizada à medida que o JTWC o rebaixava para um sistema de Categoria 3 seis horas depois. Ele continuou a perder força enquanto seguia em direção ao Mar de Sulu no dia seguinte às 03h00 UTC. Um novo olho também lutou para se formar à medida que o sistema se aproximava da terra firme. Às 07h10 UTC (15h10 PHT), o sistema fez outro e último landfall em Roxas, Palawan, enquanto continuava a enfraquecer em intensidade. Em seguida, ele entrou no Mar da China Meridional com mais organização, mas sua intensidade permaneceu a mesma. Rai então começou a se fortalecer ligeiramente ao virar para noroeste, longe do arquipélago das Filipinas. O sistema então deixou o PAR às 12h40 PHT (04h40 UTC). Pela primeira vez desde o tufão Rammasun em 2014 e a terceira após Pamela de 1954 e a tempestade mencionada, Rai inesperadamente atingiu o status de categoria 5 no Mar da China Meridional devido ao ambiente favorável naquela região às 21h00 UTC de 18 de dezembro.

Às 03h00 UTC do dia seguinte, Rai enfraqueceu novamente abaixo dessa intensidade enquanto seguia na direção oeste-noroeste. Seu olho estava cheio de nuvens a esta altura.

## Preparativos para a chegada de Odette

### Micronésia
Com a intensificação do sistema em uma depressão tropical, um alerta de tufão foi emitido pelo Serviço Nacional de Meteorologia dos Estados Unidos em Tiyan, Guam, em Koror e Kayangel, enquanto um alerta de tempestade tropical era colocado no Atol de Ngulu. A ilha de Yap também foi colocada sob vigilância de tempestade tropical. Isso foi posteriormente atualizado para um aviso de tufão para Palau conforme Rai se intensifica ainda mais. Os alertas para Ngulu e Yap foram cancelados pela primeira vez às 09h00 UTC de 14 de dezembro e seis horas depois, o alerta de tufão também foi cancelado para Palau.

### Filipinas

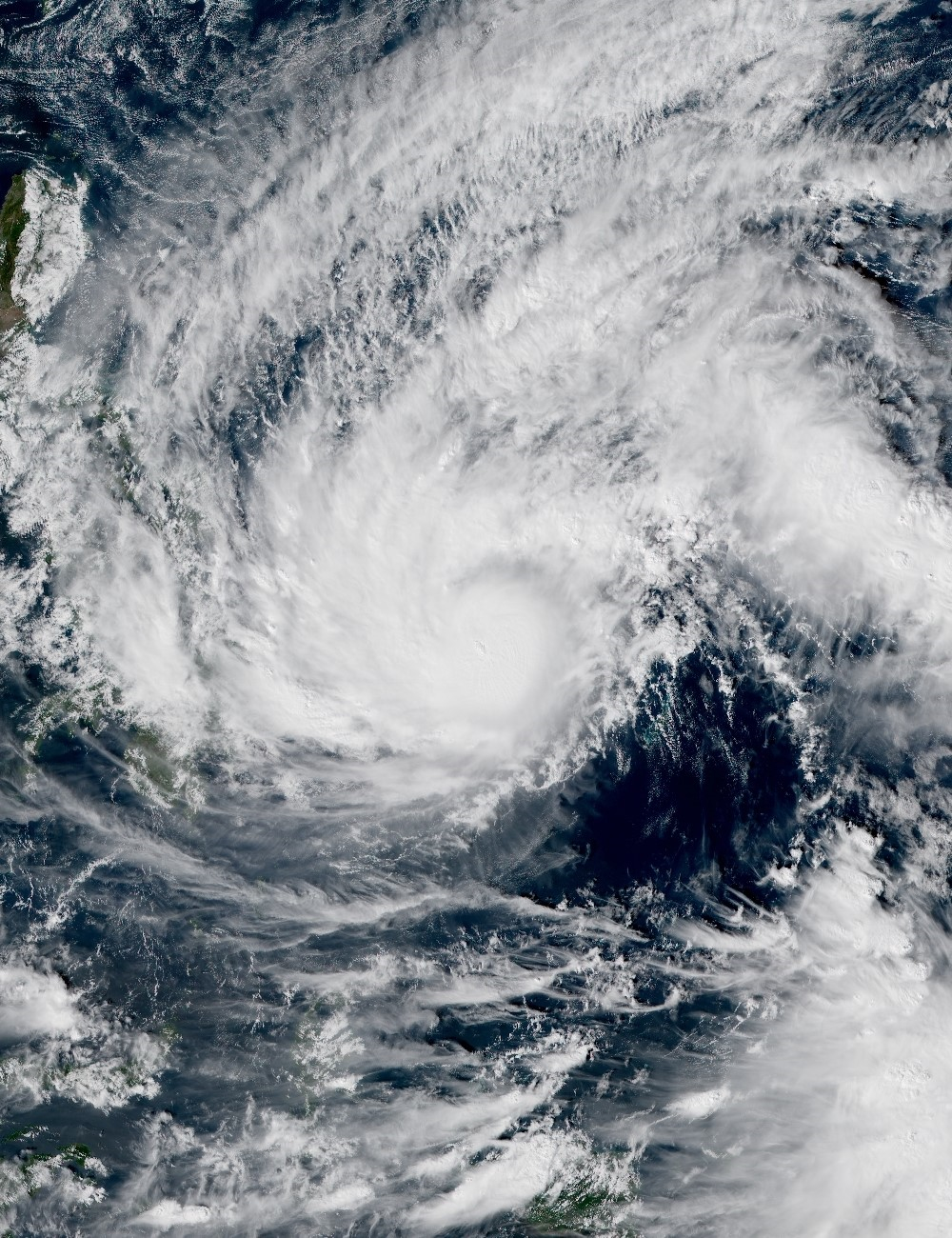
O tufão Rai se aproximando das Filipinas em 15 de dezembro

O PAGASA começou a emitir alertas de ciclones tropicais já em 12 de dezembro, devido à previsão da tempestade. Em seu primeiro comunicado, a PAGASA previu a possibilidade do Sinal # 4 ser elevado nas regiões de Visayas e Mindanao, posteriormente rebaixado para o Sinal # 3. O PAGASA também previu ventos de até 155 km/h (96 mph) antes do pouso. Em 14 de dezembro, sinais de tempestade foram levantados em Caraga e Eastern Visayas quando a tempestade entrou na Área de Responsabilidade das Filipinas. A partir da noite de 13 de dezembro, as viagens terrestres com destino a Visayas, Mindanao, província de Masbate e Catanduanes foram canceladas a pedido da Defensoria Civil do país. O Escritório de Transporte Terrestre também impôs as mesmas restrições de viagem em Mindanao e Luzon como precaução. Todos os tipos de embarcações também estão proibidos de deixar os portos do país se houver algum sinal de tempestade levantado. Os pescadores que vivem perto das áreas costeiras também foram instados pela guarda costeira do país a deixar suas casas "o mais rápido possível". Outras províncias filipinas, como Bohol e Aklan, também foram preparadas para possíveis cancelamentos de trabalho e evacuação das instalações devido à tempestade. Casas flutuantes na cidade de General Santos, bem como barcos de pesca, foram trazidos para a costa e em segurança. As operações de vacinação nas possíveis áreas afetadas foram suspensas anteriormente entre 20 e 22 de dezembro. Mais de 23 642 pacotes de comida para evacuados também foram preparados pelo Departamento de Bem-Estar Social e Desenvolvimento (DSWD) do país, mais de 18 665 itens não comestíveis, bem como mais de $ 752 250 (US$ 14 950) em fundos de reserva. A companhia aérea Cebu Pacific também suspendeu três voos no país.
Mais de 10 000 indivíduos em barangays em Mindanao, Visayas e mais ao norte, no sul de Luzon, também foram instados pelo Conselho Nacional de Gestão e Redução do Risco de Desastres (NDRRMC) a deixar suas casas imediatamente. Toda a região de Bicol também ficou em alerta vermelho a partir de 14 de dezembro. As autoridades de lá também alertaram seu povo sobre possíveis deslizamentos de terra e fluxo lahar do Vulcão Mayon . Cebu também estava em "estado de preparação" devido à tempestade. Além disso, muitos indivíduos, dos quais a maioria vai para a região de Bicol na Bolsa Integrada de Terminais de Parañaque (PITX), também ficaram presos devido a suspensões de balsas. Capiz já iniciou as evacuações voluntárias neste momento, primeiro com foco nas pessoas que vivem nas áreas costeiras. Liloan, Cebu, também iniciou evacuações forçadas na tarde de 15 de dezembro. Vários voos para Visayas e Mindanao do Aeroporto Internacional de Ninoy Aquino também foram atrasados, remarcados e / ou cancelados, principalmente a partir de Cebu Pacific anterior, Philippine Airlines e Airasia. Algumas aulas presenciais nas áreas afetadas também foram suspensas. Muitos outdoors em Bohol também foram removidos e o festival anual Binirayan em Antique foi cancelado devido a Rai. A cidade de Surigao já estava encharcada pelas chuvas de Odette na tarde de 15 de dezembro, incluindo toda a região de Visayas Oriental. Milhares de evacuados correram para abrigos de segurança na área, enquanto em um caso, eles ficaram lotados. Sacos de areia também foram colocados sobre algumas casas na cidade de Tacloban, em Leyte, e muitos indivíduos correram para uma mercearia em Alangalang para empilhar suprimentos essenciais.
Quatro horas depois de Rai entrar no PAR, o PAGASA começou a içar o Sinal de Alerta de Ciclone Tropical Número 1 para o sudeste de Samar Oriental e sobre as províncias de Surigão, incluindo as Ilhas Dinagat. Isso foi estendido para algumas províncias em Visayas Centrais e mais ao sul de Mindanao, até Agusan del Sur. O sinal número 2 foi colocado nas províncias de Surigao e mais adiante em algumas partes de Visayas enquanto Odette se intensificava em um tufão, com o número 1 se espalhando ainda mais para o restante da região e as províncias de Mimaropa e do sul do Tagalo. A intensificação da tempestade levou a PAGASA a elevar o alerta de Sinal Número 3 em algumas partes de Caraga e como Rai sofreu uma intensificação rápida, em Visayas oriental antes que o Sinal Número 4 fosse levantado nessas áreas.
Em 15 de dezembro, militantes do grupo multiestadual comunista-terrorista (CTG) Novo Exército Popular atacaram tropas que evacuavam residentes em Surigao del Sur antes da tempestade, matando três civis.

### Vietnã
Enquanto Rai se aproxima do Vietnã após limpar as Filipinas, uma reunião é conduzida por autoridades do país. Lá, mais de 243 254 casas em oito províncias do Vietnã foram identificadas como "não seguras", enquanto as plantações de arroz já foram colhidas pelos agricultores como uma preparação para a tempestade que se aproxima. As operações de voo da Vietnam Airlines também foram interrompidas devido ao tufão, enquanto o equipamento marítimo, especialmente os barcos de pesca, foram transferidos para a costa como medida de precaução. Ly Son Island também se preparou para evacuar mais de 7 800 indivíduos. Os rebocadores também foram preparados em caso de emergências marítimas no Mar da China Meridional. Pacotes de remédios e alimentos também foram preparados, enquanto as casas nas áreas que seriam afetadas por Rai foram garantidas. 305 000 indivíduos também foram preparados para serem evacuados de Quang Binh para Binh Thuan. Chuvas fortes, ventos fortes e ondas fortes também foram previstos.

## Estragos causados por Rai

### Filipinas
Rai causou danos graves e generalizados em todo o sul das Filipinas, matando pelo menos 208 pessoas. Estima-se que o tufão tenha causado danos de pelo menos $ 25 bilhões (USD 501 milhões) nas Filipinas.

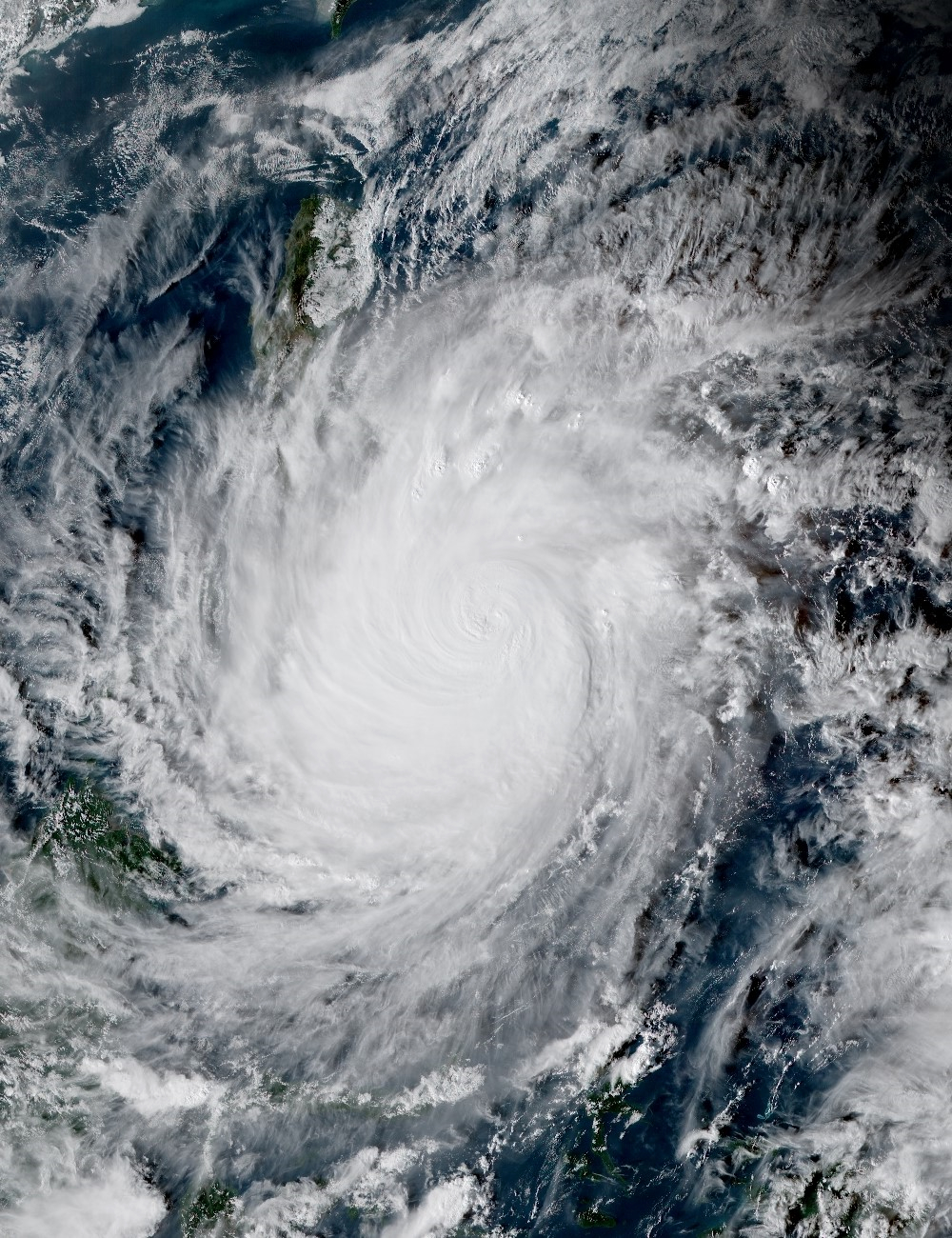
O tufão Odette aterrissou em General Luna, Surigao del Norte, nas Filipinas, na noite de 16 de dezembro

Mais de 100 000 pessoas foram movidas para um terreno mais alto quando as inundações ocorreram. Fortes ventos e chuvas intensas também afetaram Guiuan, no leste de Samar, com ondas fortes batendo nas costas da província, de acordo com um correspondente de notícias do 24 Oras. A mesma situação também foi sentida em toda a Western Visayas. Como Rai impactou Liloan no sul de Leyte, uma área foi descrita como "cortada", indicando que não havia eletricidade ou meios de comunicação no local. Um repórter do GMA News relembrando sua experiência dentro da tempestade relatou que o prédio onde sua equipe sofreu danos consideráveis, comparando-o ao tufão Haiyan em termos de ferocidade. Seus veículos também foram danificados pela tempestade. Depois que a tempestade passou sobre a área, todo o município ficou isolado. Muitas províncias de Mindanao também foram gravemente afetadas pelo tufão. Em Cagayan de Oro, apesar do fluxo de água, as equipes de resgate continuaram salvando muitas pessoas em suas casas das enchentes. Uma casa foi fortemente destruída pelos fortes ventos de Odette em Agusan del Norte, enquanto uma barcaça de origem desconhecida ficou encalhada pelas ondas da tempestade em uma praia, ainda na província. A tempestade também afetou as avenidas costeiras de Surigao del Norte enquanto o rio Mandulog de Iligan transbordava. O incidente foi um horror para muitos moradores de lá, devido ao mesmo efeito que a tempestade tropical Washi em 2011 trouxe. Mais ao sul, também causou ondas fortes sobre Cateel. O Rio Cagayan de Oro também transbordou, fazendo com que várias casas ficassem quase completamente inundadas. A primeira fatalidade da tempestade foi relatada em Iloilo, onde uma mulher foi esmagada até a morte em sua casa por um bambu.
A cidade de Surigão foi privada de eletricidade e comunicações devido à queda de linhas de força, enquanto várias árvores deixaram muitas estradas intransitáveis. Muitos edifícios na área também foram devastados e o impacto geral do Rai na área foi descrito como "generalizado". O abastecimento de água potável tornou-se um problema na cidade, enquanto quase todas as casas costeiras foram destruídas pela onda de tempestade do tufão. O principal mercado úmido da área também foi fechado, ainda por conta dos efeitos do sistema. As autoridades estão verificando uma possível segunda morte devido a Rai na cidade e uma terceira em outro lugar no sul de Mindanao. O prefeito da cidade de Surigão, Ernesto Matugas, também estimou que 100% da área foi devastada por causa de Odette, também pedindo ajuda ao governo. A ajuda também foi solicitada pela província de Bohol, onde um chefe do Gabinete Provincial de Gestão e Redução do Risco de Desastres (PDRRMO) descreveu Rai como "um dos piores de sempre para a província". Muitas áreas da ilha foram severamente inundadas, incluindo Loboc, uma das mais atingidas. Toda a província também perdeu serviços de energia. O governador da província, Arthur Yap estimou os danos em $ 5 bilhões ($ 100 milhões). Um terminal no aeroporto de Siargao também foi totalmente destruído; a ilha em geral também foi destruída de acordo com o primeiro representante distrital de Surigao del Norte, Francisco José Matugas II. Surigão do Sul confirmou a morte, enquanto duas pessoas perderam a vida em Bukidnon. Três pessoas foram mortas por vários motivos em Negros Ocidental . Inúmeras casas também foram destruídas por árvores derrubadas, com uma triagem do Hospital Distrital Memorial Ignacio Locsin Arroyo sendo destruída. Algumas áreas em Kabankalan também foram inundadas devido ao transbordamento de um rio. A Polícia Nacional das Filipinas (PNP) também listou duas pessoas desaparecidas de Western Visayas.
Avaliações adicionais do NDRRMC relataram pelo menos 12 mortos devido ao tufão nas áreas afetadas, enquanto sete pessoas estavam desaparecidas. Uma reunião com o presidente das Filipinas, Rodrigo Duterte, ocorreu na noite de 17 de dezembro, onde a agência observou que muitas províncias também estavam implorando por ajuda, especialmente Cebu. O governador de Surigão também observou que mais de 99% dos indivíduos de Surigão foram afetados. As operações aéreas também foram conduzidas pela Guarda Costeira das Filipinas, onde viram a devastação total da ilha. A área também foi relatada como isolada de qualquer meio de transporte, exceto aéreo. O governo também estimou que os danos seriam $ 20 bilhões ($ 401 milhões). As Ilhas Dinagat também foram destruídas por Rai, com sua governadora Arlene Bag-ao também solicitando ajuda do governo, e dizendo que as ilhas foram "niveladas ao solo". Estima-se que 95% das casas perderam seus telhados e os abrigos de emergência foram destruídos. Quase todos os Visayas ficaram sem eletricidade, de acordo com o Departamento de Energia (DOE). Pelo menos 332 000 pessoas foram evacuadas de suas casas. A tempestade afetou áreas que ainda estavam sendo reconstruídas após as tempestades do ano passado. Pelo menos 140 000 pessoas foram gravemente afetadas, com as Nações Unidas estimando que 13 milhões foram afetadas de alguma forma. Fotos aéreas divulgadas pelos militares mostram que o General Luna foi destruído pelo tufão. Conforme as áreas devastadas foram examinadas, o número de mortos subiu para 75, a maioria dos quais eram de Bohol. 12 foram relatados posteriormente em 19 de dezembro, perfazendo 87 vítimas naquele dia. Um deslizamento de terra também causou a morte de cinco pessoas e deixou seis desaparecidos, de 11, aumentando ainda mais o número de vítimas para 92. A Associated Press, no entanto, indicou que mais de 112 pessoas morreram durante a tempestade. 78 embarcações marítimas em Cebu também sofreram acidentes marítimos, de acordo com o PCG, enquanto mais de 4 000 casas no sul de Leyte foram destruídas devido à tempestade induzida pela tempestade. No norte de Palawan, onde Rai fez seu último desembarque antes de limpar o país, muitas casas foram derrubadas e árvores obstruíram várias estradas. Muitos locais da província, incluindo a grande cidade de Puerto Princesa, ficaram sem eletricidade, abastecimento de água e sinais de comunicação.
Em 19 de dezembro, 169 mortes foram relatadas, com 72 apenas localizadas em Bohol. Em 19 de dezembro, 488 000 pessoas foram deslocadas, 428 000 estão em centros de evacuação, 41 áreas foram inundadas, 28 000 casas foram danificadas, 227 municípios sofreram cortes de energia e 135 enfrentaram problemas de telecomunicações. Estima-se que 9% corrigiram as interrupções, enquanto 70% restauraram a comunicação. No dia 20 de dezembro, o número de mortes contabilizadas subiu para 375.

### Vietnã
A tormenta causou estragos nas ilhas dominadas pelos vietnamitas nas ilhas Spratly. Uma torre de observação em Southwest Cay registrou ventos sustentados de até 180 km/h (110 mph) e uma rajada de 200 km/h (120 mph) durante a tarde de 18 de dezembro antes de ser derrubado. A tempestade destruiu 500 metros quadrados de telhas de casas civis, 15 baterias solares, 400 metros quadrados de terras agrícolas e derrubou 90% das árvores da ilha; nenhuma vítima foi relatada lá. Rai começou a golpear a costa central do Vietnã à noite, com ventos em várias províncias com média de 65–90 km/h (40–56 mph) . Chuvas fortes foram desencadeadas em Thừa Thiên - Huế para Khánh Hòa, com relatórios mostrando uma média de 100–200 mm (3.9–7.9 in) de precipitação; alguns lugares gravaram até 300 mm (12 in) de chuva. Na província de Nghệ An, dois membros da tripulação de um navio de pesca foram dados como desaparecidos nas águas da Ilha de Bạch Long Vĩ.

## O rescaldo depois da passagem de Odette

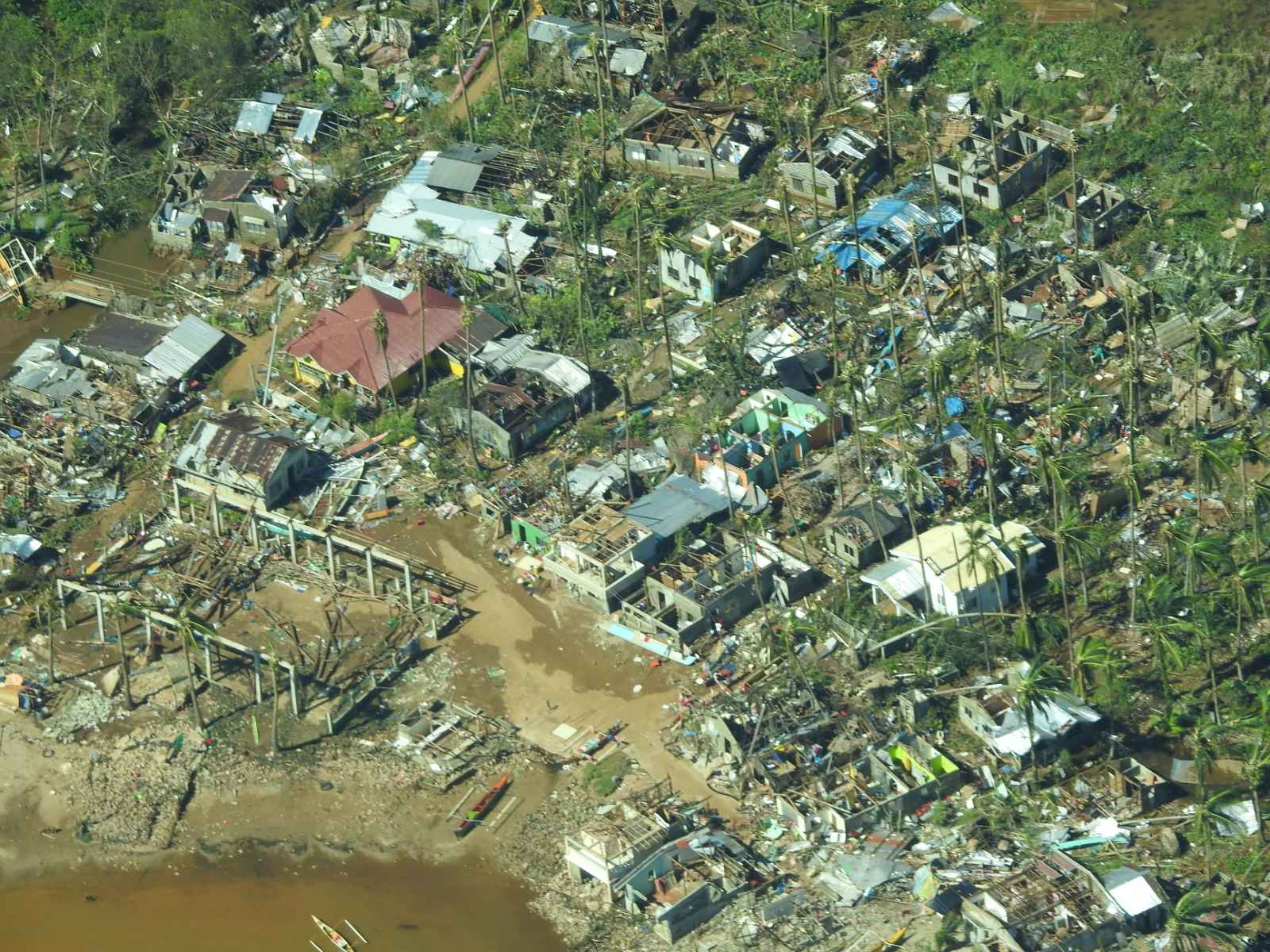
A cidade de Surigao devastada por causa de Odette

### Filipinas
A cobertura da mídia social sobre o tufão foi muito menor do que o esperado um dia depois de Rai. Temia-se que os possíveis efeitos da Variante Ômicron da Covid-19 recém-surgida fossem agravados pelos efeitos do tufão. O DSWD elaborou ainda que mais de $ 900 milhões ($ 18 milhões) em fundos de reserva já foram preparados para as pessoas afetadas por Odette. Imediatamente após a tempestade, o atual vice-presidente das Filipinas, Leni Robredo, e o ex-senador Bongbong Marcos, iniciaram operações de socorro e recuperação para as vítimas do tufão, principalmente em Samar e Leyte. Duas das principais redes de telecomunicações do país, Globe Telecom e PLDT, relataram interrupções de comunicação. Ambas as empresas garantiram que suas respectivas equipes estão tentando restaurar os serviços.

Em 17 de dezembro, Gwendolyn Garcia, governador de Cebu, colocou a província de Cebu em estado de calamidade devido aos danos generalizados. Nesse mesmo dia, o governador de Bohol, Arthur Yap, também colocou a província de Bohol em estado de calamidade. O armazenamento das vacinas e kits de vacinas da Covid-19 também temia ser interrompido devido a quedas de energia. Duterte também anunciou que fará uma turnê em Leyte, Surigao, Bohol e Cebu para verificar a situação por lá. Teme-se que dezenas de pessoas estejam mortas. Comida e água eram escassas para os afetados pela tempestade. Esperava-se que o presidente filipino, Rodrigo Duterte, visitasse as áreas afetadas dias após o início da tempestade. Um clipe da apresentação de um residente de um trecho da música "River Flows in You" da pianista sul-coreana Yiruma se tornou viral. Era tocado em seu piano, que tinha mais de 20 anos. Fundos de recuperação de até $ 2 bilhões ($ 40 milhões) foram prometidos pelo governo nacional para as áreas afetadas pela tempestade. Duterte também começou a visitar a cidade de Surigao, Siargao, Maasin e as ilhas Dinagat em 18 de dezembro.